# 安德烈娅·萨利纳斯
安德烈娅·罗斯·萨利纳斯（英語：Andrea Rose Salinas，1969年12月—）为美国政治人物，隶属于民主党。萨利纳斯曾为俄勒冈州众议院议员，后于2022年当选俄勒冈州第六国会选区议员。